# Championnat de France FFSA GT 2002
Navigation
édition précédente édition suivante
Le Championnat de France FFSA GT 2002 est la troisième édition du championnat.

## Engagés
| Équipe | Voiture | No. | Pilote | Cat. | Manches |
| ------ | ------- | --- | ------ | ---- | ------- |

| Icône | Catégorie |
| ----- | --------- |
|       |           |

## Calendrier de la saison 2002
| Manche | Manche | Date        | Meeting                                                    | Circuit                       | Lieu         | Région/Pays                  |
| ------ | ------ | ----------- | ---------------------------------------------------------- | ----------------------------- | ------------ | ---------------------------- |
| 1      | C1     | 31 mars     | Super Série FFSA Nogaro / Coupes de Pâques                 | Circuit Paul Armagnac         | Nogaro       | Midi-Pyrénées, France        |
| 1      | C2     | 1er avril   | Super Série FFSA Nogaro / Coupes de Pâques                 | Circuit Paul Armagnac         | Nogaro       | Midi-Pyrénées, France        |
| 2      | C1     | 27 avril    | Super Série FFSA Lédenon / Coupes de Printemps             | Circuit de Lédenon            | Lédenon      | Languedoc-Roussillon, France |
| 2      | C2     | 28 avril    | Super Série FFSA Lédenon / Coupes de Printemps             | Circuit de Lédenon            | Lédenon      | Languedoc-Roussillon, France |
| 3      | C1     | 19 mai      | Super Série FFSA Pau / F3 Grand Prix de Pau                | Circuit de Pau-Ville          | Pau          | Aquitaine, France            |
| 3      | C2     | 20 mai      | Super Série FFSA Pau / F3 Grand Prix de Pau                | Circuit de Pau-Ville          | Pau          | Aquitaine, France            |
| 4      | C1     | 30 juin     | Super Série FFSA Dijon / Grand Prix Aurore Dijon-Côte d'Or | Circuit Dijon-Prenois         | Prenois      | Bourgogne, France            |
| 4      | C2     | 30 juin     | Super Série FFSA Dijon / Grand Prix Aurore Dijon-Côte d'Or | Circuit Dijon-Prenois         | Prenois      | Bourgogne, France            |
| 5      | C1     | 8 septembre | Super Série FFSA Albi / Grand Prix d'Albi                  | Circuit d'Albi                | Le Séquestre | Midi-Pyrénées, France        |
| 5      | C2     | 8 septembre | Super Série FFSA Albi / Grand Prix d'Albi                  | Circuit d'Albi                | Le Séquestre | Midi-Pyrénées, France        |
| 6      | C1     | 6 octobre   | Super Série FFSA Le Mans                                   | Circuit Bugatti               | Le Mans      | Pays de la Loire, France     |
| 6      | C2     | 6 octobre   | Super Série FFSA Le Mans                                   | Circuit Bugatti               | Le Mans      | Pays de la Loire, France     |
| 7      | C1     | 20 octobre  | Super Série FFSA Magny-Cours / Trophée d'Automne           | Circuit de Nevers Magny-Cours | Magny-Cours  | Bourgogne, France            |
| 7      | C2     | 20 octobre  | Super Série FFSA Magny-Cours / Trophée d'Automne           | Circuit de Nevers Magny-Cours | Magny-Cours  | Bourgogne, France            |

## Résultats de la saison 2002
| Manche | Manche | Meeting | Vainqueur SGT | Vainqueur GT | Vainqueur Coupe | Vainqueur Trophée |
| ------ | ------ | ------- | ------------- | ------------ | --------------- | ----------------- |
| 1      | C1     |         |               |              |                 |                   |
| 1      | C1     |         |               |              |                 |                   |
| 1      | C2     |         |               |              |                 |                   |
| 1      |        |         |               |              |                 |                   |